# Treculia
El Treculia és un gènere de la tribu de les artocàrpies que agrupa una sola espècie, Treculia africana situada a l'Àfrica equatorial, anomenat per la seva similitud amb l'arbre del pa, arbre del pa africà.